# Ciemna strona sławy
Ciemna strona sławy (ang. Inside Daisy Clover) – amerykański film obyczajowy z 1965 roku w reżyserii Roberta Mulligana. Scenariusz filmu powstał na podstawie powieści Gavina Lamberta.

## Główne role
- Natalie Wood – Daisy Clover
- Christopher Plummer – Raymond Swan
- Robert Redford – Wade Lewis/Lewis Wade
- Roddy McDowall – Walter Baines
- Ruth Gordon – Pani Clover
- Katharine Bard – Melora Swan
- Peter Helm – Milton Hopwood
- Betty Harford – Gloria Clover Goslett
- John Hale – Harry Goslett

## Fabuła
Daisy Clover to 15-letnia dziewczyna, która w jeden wieczór stała się gwiazdą. Wszystko dzięki matce, która cierpi na postępującą chorobę psychiczną. Ona właśnie zgłosiła Daisy do lokalnego konkursu wokalnego. Tam spodobawszy się producentowi z Hollywood, zaczęła swoją karierę w show biznesie. Po nakręceniu swojego pierwszego filmu, jej matka trafia do szpitala psychiatrycznego. Tymczasem Daisy szuka szczęścia w szeregu romansów z mężczyznami z jej otoczenia. Nieszczęśliwie wychodzi za mąż, przechodzi załamanie nerwowe i umiera jej matka.

## Nagrody i nominacje
Oscary za rok 1965
- Najlepsza scenografia i dekoracje wnętrz – film kolorowy – Robert Clatworthy, George James Hopkins (nominacja)
- Najlepsze kostiumy – film kolorowy – Edith Head, Bill Thomas (nominacja)
- Najlepsza aktorka drugoplanowa – Ruth Gordon (nominacja)

Złote Globy 1965
- Najlepsza aktorka drugoplanowa – Ruth Gordon
- Najbardziej obiecujący nowy aktor – Robert Redford
- Najlepsza aktorka w komedii lub musicalu – Natalie Wood (nominacja)